# Palvere
Palvere är en ort i Estland. Den ligger i Kose kommun och i landskapet Harjumaa, i den centrala delen av landet, 40 km sydost om huvudstaden Tallinn. Palvere ligger 85 meter över havet och antalet invånare är 164.
Terrängen runt Palvere är mycket platt. Runt Palvere är det mycket glesbefolkat, med 5 invånare per kvadratkilometer. Närmaste större samhälle är Kehra, 15,8 km norr om Palvere. I omgivningarna runt Palvere växer i huvudsak blandskog.